# NGC 3403
NGC 3403 (другие обозначения — UGC 5997, IRAS10502+7357, MCG 12-10-89, KARA 449, ZWG 333.62, ZWG 334.4, PGC 32719) — спиральная галактика в созвездии Дракона. Открыта Уильямом Гершелем в 1785 году.
Барионная масса галактики составляет 1010 M⊙, темп звездообразования — 0,23 M⊙ в год. Возможно, с этой галактикой связан источник быстрых повторяющихся радиовсплесков FRB 181030.J1054+73, который, если связан с NGC 3403, находится на окраине её диска либо в гало.
Этот объект входит в число перечисленных в оригинальной редакции «Нового общего каталога».